# Gabriele Micalizzi
Gabriele Micalizzi, né en 1984 à Milan, est un photographe et photojournaliste italien.

## Biographie
Né à Milan en 1984, Gabriele Micalizzi est diplômé de l'Académie des beaux-arts. Il commence sa carrière de photographe en 2004 au sein de l'agence Newpress de Milan. Il est l'un des fondateurs de CesuraLab, un collectif de jeunes photographes créé en 2008 sous la direction artistique du photographe de l'agence Magnum Alex Majoli. Dans ses reportages, il s'intéresse en priorité à la condition sociale des personnes et leurs relations avec le territoire où elles vivent. Depuis 2008, il documente le territoire italien et la crise identitaire de la ville et sa décadence culturelle. 
À partir de 2011, il se tourne vers le Moyen-Orient et les zones de conflit. Il travaille à Syrte en Libye, ainsi qu'au Donbass et en Thaïlande. En 2011,  il suit la révolution de la place Tahrir en Égypte, ayant abouti à la démission du président Hosni Moubarak , et il est à Gaza en 2014. La même année, il est très affecté par la mort de son ami Andrea Rocchelli (it), également photojournaliste de CesuraLab, tué par un obus de mortier au cours d'un reportage sur la bataille de Donetsk, dans le Donbass en Ukraine.
Photographe de guerre réputé, l'un des plus brillants photographes de guerre italiens ayant couvert les grands événements de l'actualité de ces dernières années, ses photographies ont été publiées dans les grands titres de la presse internationale, américaine, comme par exemple le New York Times, Newsweek, The New Yorker, The Wall Street Journal, française, comme M, le magazine du Monde, allemande comme Stern ou italienne, comme L'Espresso, La Repubblica ou le Corriere della Sera.
En juin 2016, lors de la bataille de Syrte, son reportage sur la ligne de front entre les forces pro-gouvernementales et l'État islamique est publié dans Le Monde.  
En septembre 2016, Gabriele Micalizzi est le lauréat de la première édition du Master of Photography de Sky Arte . La même année, son reportage Kobane, ennemi à la porte est récompensé dans la section « professionnelle » des Sony World Photography Awards .
En novembre 2016, il présente son travail de plusieurs années sur la situation en Libye dans une exposition personnelle intitulée Dogma à la Galerie Leica à Milan.
En février 2019 il est blessé en Syrie, alors qu'il documentait la dernière offensive des troupes kurdes contre l'État islamique, par un éclat de grenade qui a atteint son visage.
En 2019 également, il remporte le prix Rosa Camuna décerné par le Conseil régional de Lombardie « pour avoir représenté, avec son travail de photographe et de journaliste, le sens le plus profond et le plus extrême de la profession. Au risque de sa propre vie, il a documenté les scénarios de guerre les plus tragiques avec réalisme et sans filtres, sans oublier l'humanité au-delà de l'objectif. »

## Expositions
- 2016 : Dogma, Galerie Leica, Milan.